# Limska draga
Limska draga je najduža draga u Hrvatskoj. Nalazi se na zapadu Istarskog poluotoka. Limska draga morfološki je nastavak nekada stalnoga korita rijeke, koja je prije izdizanja vapnenačke istarske ploče i nastanka Pazinskoga ponora tekla istočno od današnjega grada Pazina. Vjerojatno je to bio tok današnje Pazinčice, ali je poslije uzdignuta flišna uzvisina oko brda Orljaka prepriječila njezin tok i usmjerila ga prema kanjonu današnjega ponora.
Dužina drage (obuhvaćajući i njen potopljeni dio, Limski zaljev) je oko 40 km. Raška draga (obuhvaćajući potopljeni dio Raški zaljev) je nešto kraća i iznosi oko 32 km.

## Opis
Limska draga se sastoji iz dva dijela, suhe krške doline i njenog potopljenog završetka u Limskom zaljevu.
(Napomena: iskazane širine drage su orijentirne, za međusobo uspoređivanje; mjerene su na visinama 50 m iznad dna, a u zagradama su navedene širine mjerene pri dnu.)

### Prostiranje
Početkom drage smatra se njen najsjeverniji dio koji je poznat pod imenom Beramska vala (45°16′27″N 13°54′36″E / 45.2743°N 13.91°E). Beramska vala je dolina sjeverno od Berma, na nadmorskoj visini od oko 260 metara. Pruža se pravcem sjeveroistok-jugozapad u dužini oko 3 km. Na sjeveru i većim dijelom široka je oko 800 m, kod Berma se širi na oko 1000 m.
Kod Podberma Limska draga se naglo sužava na oko 400 m, a kota dna drage pada na ispod 250 m. U dužini od oko 5 km istom širinom i općim pravcem sjeveroistok-jugozapad pruža se do oko 1 km sjeverno od Tinjana. Odatle mijenja smjer i pruža se prema jugu u dužini oko 13 km. Dolina je i dalje uska, s nekoliko proširenja (podno Tinjana i između Krajcar Brega i Vidulina na oko 750m). Kota dna drage kod Tinjana pada na ispod 200 m, a sjeverno od Kanfanara na ispod 150 m. Visoravan s obje strane drage visoka je preko 300 m.
Zbog tektonskih rasjedanja i litoloških promjena u krednim naslagama u geološkoj prošlosti došlo je do promjene smjera pružanja, odnosno njezina skretanja oko Kanfanara (45°07′38″N 13°50′10″E / 45.1273°N 13.836°E). Tako nastavak prema Dvigradu dobiva zapadni smjer, u dužini od oko 9 km. Podno Kanfanara kota je dna drage 137 m, a ispod Dvigrada 102 m. Kamena zaravan uz rub drage na tom je dijelu visoka oko 200m. Osim proširenja kod Dvigrada (oko 400 m) i 1,5 km od zaljeva (oko 600 m), draga je sve do početka zaljeva ("Vrh Lima") široka oko 300 m.
Potopljeni dio drage, Limski zaljev je od Vrha Lima (najisturenija istočna točka zaljeva) do linije Rt Sv. Feliks - Rt Fujaga na zapadu (45°07′48″N 13°37′00″E / 45.13°N 13.6168°E) dugačak 10 km, a zbog male širine ima izgled kanala. Na Vrhu Lima širina drage je oko 200 m (rastojanje između obala oko 50 m, na 20 m od vrha zaljeva), zatim se kod rta Debeljaka širi na oko 500 m (350 m), kod rta Kaštela ponovno se širi na oko 700 m (500 m) i tu širinu zadržava do kraja. Dubina zaljeva postupno raste: na 500 m od Vrha Lima je 5 m, na 1 km je 10 m, na 2 km u proširenju kod rta Debeljaka je 19 m, a kod sljedećeg proširenja na 7 km kod rta Kaštela ustaljuje se na 32 m sve do kraja zaljeva.

### Prometnice
Nijedna cesta ne ide dnom drage od početka do kraja. Jedine dvije asfaltne ceste koje ide uzdužno po dnu drage su lokalna cesta u Beramskoj vali Čipri - Beram (oko 3 km) i lokalni odvojak ceste D75 u dužini od oko 800 m koji vodi do uzgajališta i turističkih objekata u zaljevu. Uzdužno dnom drage pruža se nekoliko nerazvrstanih cesta, ali svaka ima prekide. To su uglavnom makadamski i poljski putovi. Većina je prohodna samo za traktore i terenska vozila.  Neki od ovih putova označeni su tablicama ruta za biciklistički turizam.
Limsku dragu po dnu presijeca nekoliko značajnih cesta, koje su na podignutim nasipima s propustima za privremene vodotokove:
- D48 (Pazin - Poreč) kod Podberma
- Ž5075 (Tinjan - Sveti Petar u Šumi) južno od Tinjana
- Ž5074 (Sv. Lovreč, Ž5209 - Sveti Petar u Šumi, Ž5075)
- Lokalna asfaltna cesta kod Dvigrada (Kanfanar - Dvigrad - Mrgani)
- Jugozapadno od ruševina Dvigrada preko Limske drage izgrađen je luk cestovnog vijadukta Istarskog ipsilona na autocesti A9, a u dragi su njegova 4 pilona
- D75 (Plovanija - Pula) kod odvojka ceste za pristup Limskom zaljevu

Sve ove ceste, osim A9, jednim svojim dijelom idu po visoravni uz rub drage i mjestimice po njenim padinama.

### Gospodarstvo
Najznačajnije gospodarstvene djelatnosti u dragi su prvenstveno vezane za Limski zaljev i to su turizam i uzgoj školjaka.
Na kopnenom dijelu gospodarstvo je nerazvijeno. Od turizma je zastupljen biciklistički turizam i posjeti Dvigradu. Skoro čitavo dno drage je parcelirano, ali je obradivo zemljište slabije kvalitete te je poljoprivreda lokalnog značaja.

### Voda
Poniranje povremenoga vodotoka u gornjem dijelu drage označeno je na kartama sjeverno i južno od Tinjana, te južnije od Kringe, što je vezano uz postojeće ponorne zone u okršenim krednim vapnencima. Protjecanje vode kroz cijelu dragu vrlo je rijetko i vezano je isključivo uz razdoblje dugotrajnijih oborina (povremeni tok Lima).
Na vrhu zaljeva zbog podzemnog pritjecanja slatke vode u obliku vrulja, bočata voda ima visoku koncentraciju kisika i smanjen salinitet.

## Vanjske poveznice
- Arhivirana stranica putopisa "Limska Draga" Vida Pogačnika na www.oocities.org (sl.) (arhivirano listopada 2009., pristupljeno 29. srpnja 2015.))